# Temple de l'Humanité

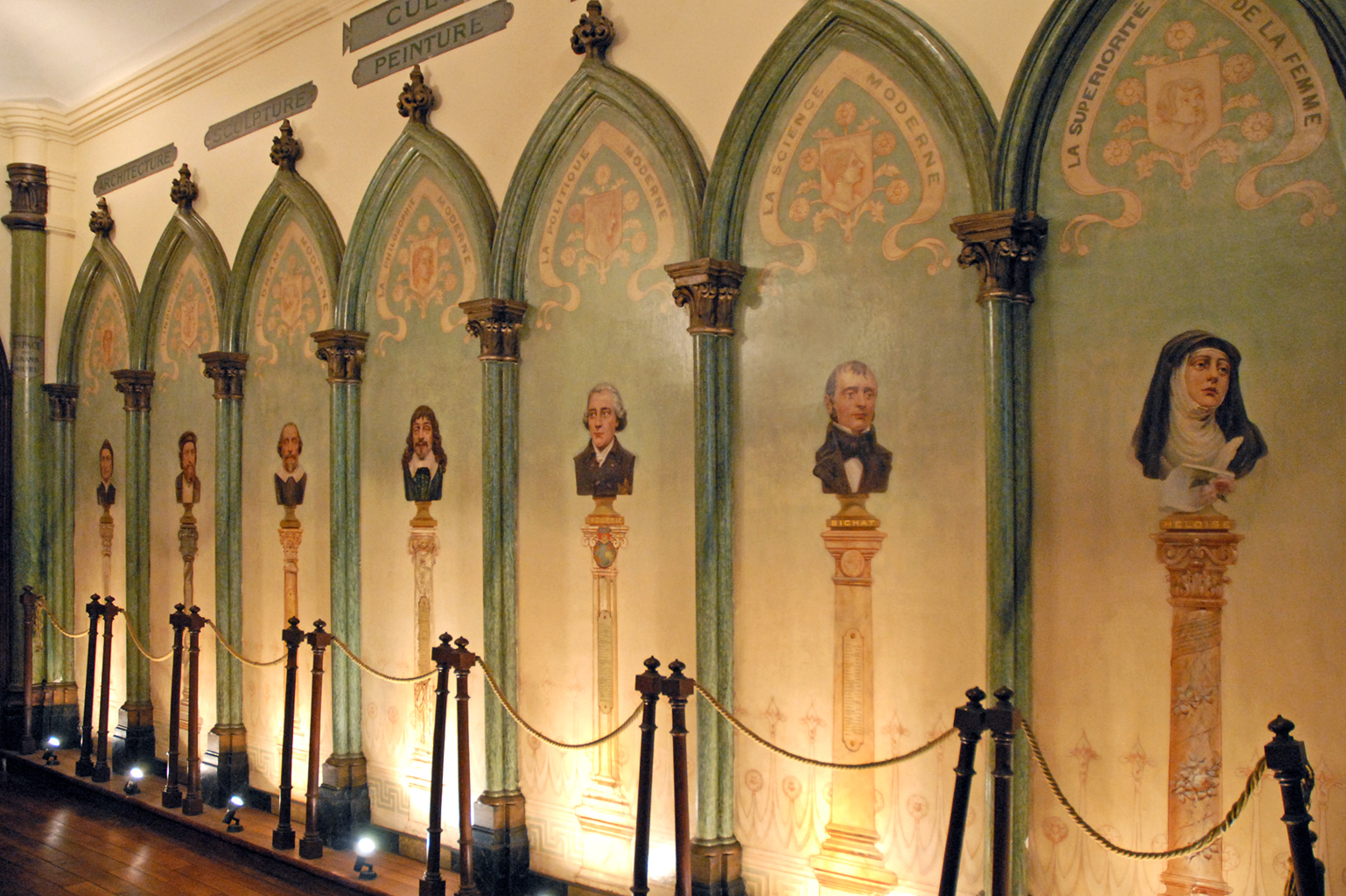
Oblouky pozitivistického kalendáře v kapli

Temple de l'Humanité (Chrám humanity) je církevní stavba v Paříži. Jde o jediný svatostánek pozitivistické církve v Evropě. Nachází se ve 3. obvodu ve čtvrti Marais v ulici Rue Payenne č. 5.

## Historie
Pozemek koupil v roce 1642 architekt François Mansart, který na něm postavil svůj dům. Žil zde až do své smrti v roce 1666. V roce 1842 stavbu koupil klenotník Antoine Bret a zvýšil ji o jedno patro. V 19. století buď zde nebo v sousedním domě č. 7 žila Clotilde de Vaux (1815–1846), která byla múzou Augusta Comta, zakladatele pozitivistické církve. V roce 1903 dům koupila brazilská pozitivistická církev pro náboženské obřady.
Budova byla v roce 1982 zařazena mezi historické památky.

## Architektura
Budova je měšťanský palác ze 17. století, jehož fasáda byla upravena na počátku 20. století. Fasádu a první patro na kapli přestavěl architekt Gustave Goy. V prvním patře mezi okny se nachází busta Augusta Comta a nápis „L'amour pour principe et l'ordre pour base, le progrès pour but“ (Láska jako princip, řád jako základ a pokrok jako cíl), což je motto pozitivistické církve.
V prvním patře se nachází kaple Humanity (chapelle de l'Humanité) ve zmenšeném měřítku podle plánu Augusta Comta. Kaple obsahuje 14 oblouků, které odpovídají 13 měsícům kalendáře, který filozof Comte vytvořil. 14. oblouk je věnován Héloise, Abélardově milence. Alegorie na oltáři představuje Humanitu držící v náručí Budoucnost.